# Степанов, Филипп Петрович
 Филипп Петрович Степанов  (3 июля 1857, Калужская губерния Российская империя — 7 января 1933, Белград, Югославия) — участник русско-турецкой войны, действительный статский советник (1909), камергер (1907), прокурор Московской Синодальной конторы, член правления Братства Воскресения Христова, почётный опекун, первый публикатор Протоколов сионских мудрецов.

## Биография

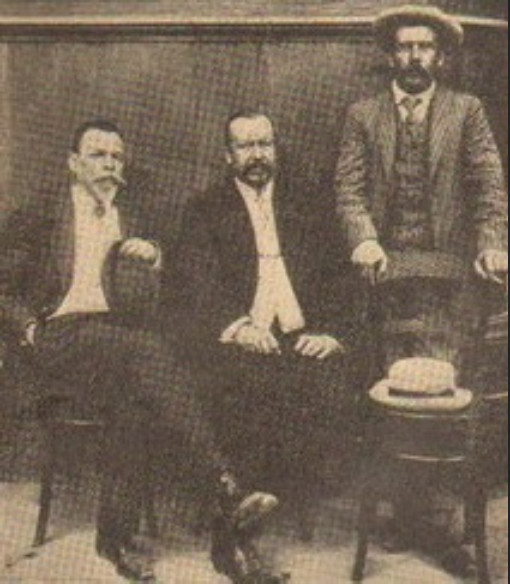
В центре — Ф. П. Степанов, слева — директор синодального хора А. Д. Кастальский, справа — ректор Н. М. Данилин

Родился 3 июля 1857 года. Сын русского генерала Царско-сельского коменданта Степанова, Пётра Александровича, внук русского писателя, первого губернатора Енисейской губернии, губернатора Саратовской губернии, краеведа Степанова, Александра Петровича, племянник российского художника-карикатуриста Степанова, Николая Александровича. Старший брат Степанова, Степанов, Михаил Петрович — участник русско-турецкой войны 1877—1878 годов, состоял в Рущукском отряде. В 1882 году стал одним из членов-учредителей Императорского православного палестинского общества, секретарь (1882—1889) общества, возглавляемого великим князем Сергеем Александровичем. С 13 августа 1876 года Филипп — камер-паж. По первому разряду произведен в старшие корнеты 12-го гусарского Александрийского полка. Вместе с полком участвовал в делах Рущукского отряда во время русско-турецкой войны, впоследствии награждён орденом Святой Анны 4-й степени.
После окончании кампании Филипп Петрович был переведен корнетом в Лейб-гвардейский Кирасирский Его Величества полк со старшинством со дня производства. В 1880 году Филипп поступил в Николаевскую инженерную академию, по окончании курса в которой из штаб-ротмистра гвардии переименован в военные инженер-капитаны и назначен в Варшаву, на постройку фортов на левом берегу реки Вислы.
В Варшаве Филипп Петрович прослужил до 1893 года и в это время награждён орденом Святого Станислава 3 степени. В мае 1890 года Филипп вышел в отставку и поступил штатным инженером в Министерство путей сообщения, с назначением помощником начальника участка на Полесских железных дорогах (на станцию Ровно).
В январе 1891 года переведен на должность начальника участка Самаро-Златоустовской железной дороги, сначала на станцию Миньяр, а потом в 1892 году на станцию Уфа. В ноябре 1893 года переведен на ту же должность на Московско-Киевскую железную дорогу, сначала на станцию Мценск, а в 1895 году на станцию Орел. 1 января 1895 года назначен состоять начальником 6-го участка службы пути Московско-Курской железной дороге на станции Орел.
По словам Степанова, в 1895 году предводитель дворянства Чернского уезда (впоследствии ставропольский вице-губернатор) Сухотин Алексей Николаевич, проживавший в эти годы в своей усадьбе Медведки (Медвежка) в двух верстах от Черни передал ему Протоколы Сионских Мудрецов.
Из показании Филиппа Петровича

В 1895 году мой сосед по имению Тульской губернии отставной майор Алексей Николаевич Сухотин передал мне рукописный экземпляр «Протоколов Сионских Мудрецов». Он мне сказал, что одна его знакомая дама (не назвал мне её), проживавшая в Париже, нашла их у своего приятеля (кажется из евреев), и, перед тем, чтобы покинуть Париж, тайно от него перевела их, и привезла этот перевод, в одном экземпляре, в Россию и передала этот экземпляр ему — Сухотину.
Я сначала отпечатал его в ста экземплярах на гектографе, но это издание оказалось трудно читаемым и я решил напечатать его в какой-нибудь типографии, без указания времени, города и типографии; сделать это мне помог Аркадий Ипполитович Келеповский, состоявший тогда чиновником особых поручений при Великом Князе Сергее Александровиче; он дал их напечатать Губернской Типографии; это было в 1897 году. С. А. Нилус перепечатал эти протоколы полностью в своем сочинении, со своими комментариями.

В настоящее время этот документ хранится в архиве Свято-Троицкого монастыря (Джорданвилль, США).
Фактических подтверждений слов Степанова нет, упомянутые им издания до настоящего времени не обнаружены. Заявление Степанова считается одним из важных документов по истории протоколов как сторонниками подлинности, так и критиками.
В ноябре 1897 года Степанов принес протоколы великой княгине Елизавете Федоровне, родной сестре жены Николая II. Княгиня В. Ф. Голицына, вспоминая слышанное ею от отца, утверждала, что рукопись «Сионских протоколов», полученная её отцом от Сухотина, была на русском языке; что первое издание, на правах рукописи, без указания типографии, где оно печаталось, было тоже на русском языке; что, вероятно, рукопись, полученная её отцом, и была тою подлинною рукописью, которую Сухотин получил от анонимной дамы, причем неизвестно, была ли она предварительно переведена на русский язык с другого языка; что С. А. Нилус получил от её отца ту же самую русскую рукопись, которую раньше её отец получил от Сухотина.
В 1901 году принимал участие в преобразовании училища в высшую школу церковного пения. С 1906 и по 1917 год прокурор Синодальной конторы (Москва, 1906—1917), управляющий Синодальным училищем и Синодальным хором. 17 июня 1907 года Степанов назначен наблюдателем Церковно приходских школ. В училище Степанов получил кличку Филя. 13 июля 1908 года принимал участие в освящении нового храма на Соловецких островах. В 1910 году по высочайшему повелению вошёл в состав исполнительной комиссии по ремонту и реставрации Большого Московского Успенского собора. Весной 1910 года в Кремле в Успенском соборе было совершено неслыханное по дерзости ограбление. Степанов по следам ограбления написал рапорт: 

 С 1884 года служащие лица (кроме протопресвитера) подчинены уже не конторе, а Митрополиту Московскому, который хотя все дела их по прежнему направляет в контору, но естественно, что члены её, не признавая за собой права решения таких дел, предоставляют все решающему голосу самого митрополита, как непосредственного начальника, при чём такая раздвоенность властей не может не отразиться на поведении соборных служащих, не чувствующих над собой прямой единой власти.
 В том же 1910 году под приседательством Степанова по личному распоряжению Императора Николая II была создана Синодальная комиссия по вопросам церковного пения. При полном содействии Степанова предпринято было расширение музыкально-теоретических и регентских предметов в училище, а хор стал приобретать европейскую известность. Так в 1911 году вместе с преподавателем Синоидального училища Кастальским Александром Дмитриевичем Степанов поехал на заграничные гастроли по Европе. 23 февраля 1914 года принимал участие в первом совещании по делу о 25 имяславцах, подлежащих суду Московской Синодальной конторы. Февральскую революцию встретил с радостью выступая перед своими учениками он сказал:

Февральская революция это только начало, предстоит много важных исторических событий и, что мы все должны быть готовы к испытаниям и труду.
 Однако вскоре его дела пошли худо и после Октябрьской революции Филипп Петрович перебрался в Сочи к композитору и дирижёру Шмелеву Ивану Александровичу, который проживал в Сочи с 1901 года и преподавал там музыку. Уезжая из Петербурга он просил чтобы его друзья писали ему на имя Шмелева. Некоторое время он проживал у него дома, вместе они поставили детскую оперу. Вначале 1920 гг переехал в Югославию. Скончался в Белграде 7 января 1933 года.

## Семья
Жена — Надежда Ивановна, урождённая Ридель (1865-?).
- Дети:
  - Вера (10 май 1885 — 10 марта 1954), была замужем за князем Владимиром Владимировичем Голицыным (1887—1974)
    - Правнук Филиппа Петровича — князь Владимир Кириллович Голицын (1942—2018) был старостой Знаменского синодального собора в Нью-Йорке[18]

  - Николай (1886—1981) — писатель и публицист, общественный деятель правого направления, автор книг о Теории масонского заговора.
  - Марина (1887—1931?)[19];
  - Пётр (1891—?).

## Труды
- Доклад прокурора Синодальной конторы Ф. П. Степанова об учреждении иконописной палаты при Донском монастыре имени Селезнева, в день освящения палаты 22 ноября 1908 г. : крат. очерк возникновения иконопис. палаты Санкт-Петербург : Синод. тип., 1908.